# 中国共产党与日本共产党关系

日共党旗

中共党旗

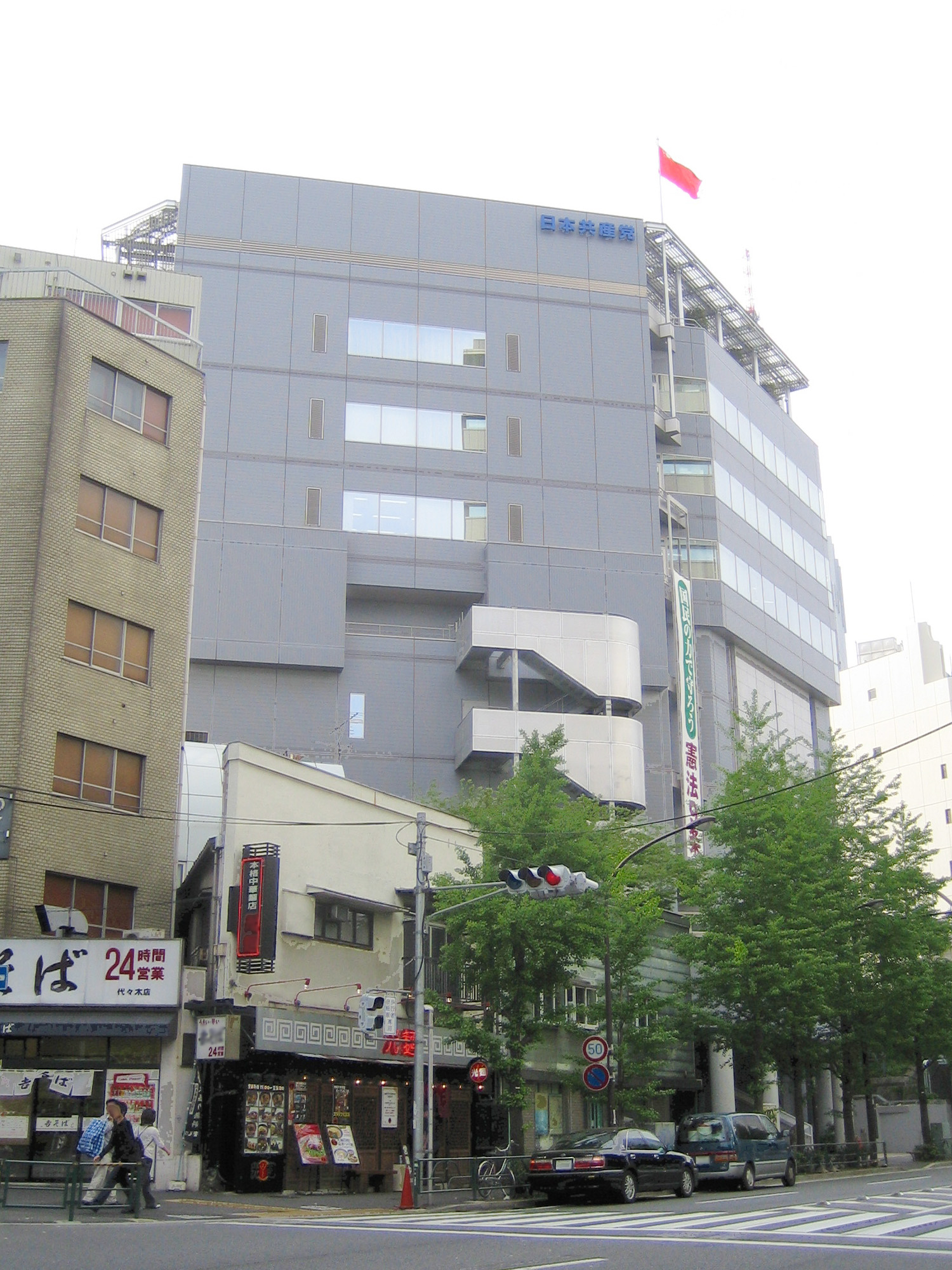
日共总部

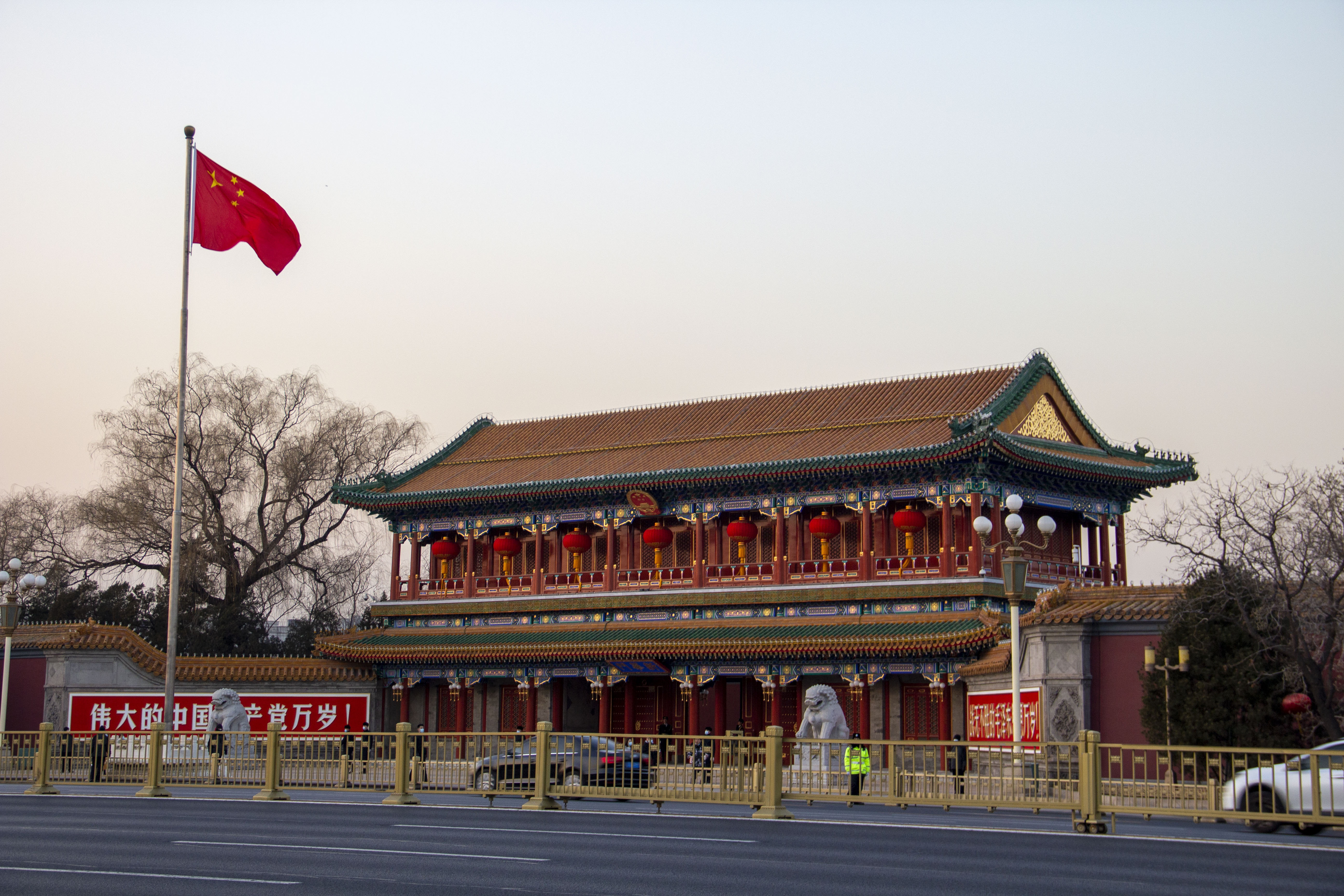
中共总部

东亚的中国共产党和日本共产党，自1920年代相繼創立以來，就存在歷史悠久的交流活動；但與此相對，這兩大共產黨的关系时好时坏。

## 共产国际解散前
中共和日共分别成立于1921年和1922年，均加入了共产国际成为其支部，因此在共产国际解散前，中日两共产党实际上都服从于苏联共产党，莫斯科指定的道路对中日两共产党来说具有重要意义。
在当时的中国，日本虽然被认为是压迫本国的列强之一，但也是了解欧美先进思想的重要窗口，尤其日本是马克思主义传入中国的一个重要渠道，其中留日学生发挥了关键作用。中国的知识分子阶级中间有过日本留学经历的人非常多，中共一大的13名代表中有4人曾是留日学生，除此之外陈独秀、李大钊等许多中共早期重要人物，也都有赴日游学经历。而日本人當中，也不乏與中國理念價值相同者，日共在1922年的党纲中确立了废除君主制的目标，因此没有与当时政府合作的可能性，由于呼吁反对侵略中国、党内斗争、派系路线对立、被政府取缔等等原因，日共在1930年代后半期国内组织几乎完全绝迹。
太平洋战争前，中共和日共都不是执政党。中共在二战后于1949年基本上完成了对原有政治体制的革命，并夺取了对中国大陆的控制权，从那时起，中共的规模对于日共来说就和苏共差不多；所幸受共产国际指示下留在莫斯科的野坂参三于1940年转移到中共的解放区中心延安，建立了日本人民解放联盟对在华作战的日军士兵进行反战宣传活动和对被俘虏日军的共产主义教育，由此，日共才得以在国外保留了国内组织重新建立的火种，但也间接造成日共纲领强烈受到中共的影响。

## 共产国际解散后
共产国际于1943年解散后，野坂参三从俄国来到中国，并于1946年1月从延安回到日本，在日共五大上，他将“日本共产党目前正在推进资产阶级革命以及和平发展。完成这个革命是通过和平的革命方法”作为日共纲领。:54 
但是，共产党和工人党情报局在1950年1月6日就和平理论批评了野坂，认为和平革命理论只会助长美帝國主義，完全不符合马克思列宁主义。苏联的批评使日共领导层感到不安，并且德田球一在1月12日说：对野坂参三同志的严厉批评，而无视日本的实际国情，会对人民和我们党造成严重损害。和平革命理论似乎是亲美的，但事实并非如此，该政策没有错误。”但宮本顯治等人反对这种观点，并表示应该接受来自情报局的批评:63。 
中共党报人民日报在社论指出野坂参三的資產階級可以用和平革命赢得国家政权的理论是错误的，德田球一的支持令人遗憾。社论表达了对苏联批评的支持，并要求野坂参三进行反思 :63。对此，野坂于1月18日宣布，他将反思和平革命理论，并完全接受来自情报局的批评:64。 
作为党内的一场争论，国际派获得了胜利，但是支持德田的所感派没有放弃资产阶级和平革命理论，而是与宫本这样的国际派分道扬镳。此外，当共产党和工人党情报局在赤色清洗中命令开除所感派党员的党籍后，所感派转入地下，日共内部仅剩国际派。

### 日共分裂对中共的影响
转入地下的所感派的德田和野坂1950年9月流亡在北京时创设了北京机关。另一方面，留在地上的宫本等国际派为了对抗所感派，于12月结成了日本共产党全国统一会议。但是所感派在1951年2月的第4次全国协议会上认定为分派，并发表了“分派斗争决议”。德田球一在北京会见了毛泽东，随后又飞到莫斯科会见了斯大林，确保了中苏两党对所感派的支持。:71在这种压力下，国际派干部被要求提交自我批判书，宫本也被迫提交自我批判书，“统一会议”被迫解散。国际派的复党并没有马上得到承认，宫本在1954年才回到日共中央。
使国际派同意合作的是所感派在四全协上提出的“当前的基本斗争方针”、1951年10月的日共第5次全国协议会的“日本共产党当前的诉求”等中制定了激烈的武装斗争方针，由地下广播自由日本放送发出指示，指使中核自卫队进行武装斗争，据称这个51年纲领是中共和斯大林的合作的结果:66，中共对51年纲领表示满意。 
然而在1952年，由于舊金山和約生效而取消了美国的占领地位，赤色清洗也因此停止。斯大林于1953年去世后，朝鲜战争也于同年7月结束。德田球一于10月份去世，日共内部几乎没有人再提及武装起义。:72在苏联的建议下，所感派和国际派从1954年开始互相妥协，并于1955年在日本共产党第六回全国协议会上重新成立了组织。这次日共派系的重新合流，也放弃了中国式革命武装斗争路线。:76

### 中苏决裂对日共的影响

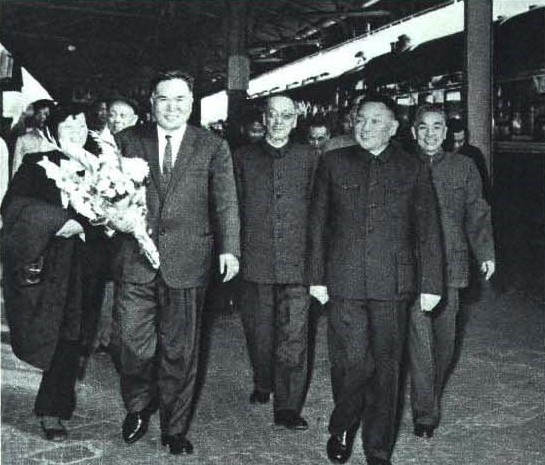
1965年时任中共中央书记处书记的邓小平在广州代表中共欢迎日共宮本顯治访华

日共派系合流后，宫本显治在日本共产党第七次全国代表大会上确立领导地位。:81但直到1966年都仍继续受中国共产党的影响。:76,911953年斯大林去世后，中苏对苏共新领导人赫鲁晓夫的路线发生了严重冲突，中苏开始交恶，尤其是1961年苏共二十二大中苏决裂后，中共不再派代表团参加苏共的会议。:86中苏决裂后，中苏两党敦促世界各地的共产党澄清各自的立场，日共最后表示保持中立。:86
1963年8月，苏美英签署部分禁止核試驗條約，但中共强烈反对，认为这三个国家垄断核武器会阻碍中国发展。同月在第9届日本反对原子弹和氢弹委员会会议上，这场争论被带到了日本。中共代表朱子奇与苏共代表朱可夫发生了猛烈的对峙。日本社会党部分同意禁止核试验条约，而日共则与中共立场一致。从这个时候起，日本社会党和日本共产党的关系也开始分裂。:87
苏共意识到日共内部亲华反苏的趋势已经加剧，于1964年1月派出三名秘书前往日本，并试图从内部制裁日本共产党。另一方面，日本共产党于2月派出了以袴田里見为团长的代表团赴苏访问，但不欢而散，当其在返回途中经停北京时，还受到中共的欢迎，被认为是反修英雄”。:87
1964年5月，众议院关于投票表决部分停止核试验条约的会议上，在访日的苏联第一副总理米高扬旁听下，日共亲苏派党员志賀義雄投了赞成票。在参议院，铃木市藏也投了赞成票。得知这一紧急情况而急忙从中国回国的宫本显治出席5月21日的第8届中央委员会总会上，将两人开除出党。此外，9月25日该派的神山茂夫和中野重治也被开除党籍，苏联派被清洗。因此，在11月召开的日共九大，日共亲中共的立场越来越鲜明。:88

## 1966年决裂

### 前奏
1966年，日共对中共的立场发生了决定性的变化。同年2月，以宮本顯治为首的日共代表团出访中国、北越和北朝鲜，以期建立“反对越战国际统一战线”。宫本一行于2月9日从福冈若松港乘坐中国货船前往上海，在上海进行预备性会谈后，于2月17日进入河内。在河内停留10天，签署联合公报，2月28日抵达北京。在北京停留了一周，与中方进行了4次会谈，但由于是“反美侵略越南的国际统一战线”还是“反美反苏的统一战线”，双方的主张差距很大，没有发表共同公报，宫本一行继续前往朝鲜，原计划3月11日抵达平壤，21日发表共同声明，当天经由北京回国，但中方提出了关于共同公报内容中的批评，会谈中指名道姓地批评苏联，但日方不同意，将双方的一致点总结成了三千字的公报。宫本等人认为会议是正式的，公报将被接受。但是，毛泽东批评公报内容软弱，明确指出苏联现代修正主义，美国帝国主义，宫本显治修正主义集团和佐藤荣作反动内阁是错误的。因此不打算发表公报，宫本等人就此匆匆返回日本。:92

### 表面化
回国后，宫本于4月27日至28日召开了第四届中央委员会。宫本批评毛泽东年纪大了，头脑昏花，此外毛泽东在党内被孤立，因此在日共十大中开始转向明确的反华路线。:93
随后日共机关报赤旗报发表文章批评毛泽东的极左冒险主义。:93 此外，为防止中共派遣间谍和党内亲中派形成更大派系，日共十大修改了党章，要求党员具有日本国籍，并开除了西泽隆二等30余名亲中派党员的党籍。:93
作为回应，中共批评宫本是修正主义者，并开始将日本共产党称为宫本修正主义集团（简称宫本修）。1966年9月，日中友好协会分裂为日本派和非日本派，后者退出了协会，并成立“日中友好协会正统总部”。随后，日本亚非团结协会也分裂为日本派和非日本派。在日本记者代表大会和新日本妇女协会中，两派形成对峙。 不破哲三认为，中共还利用与其他政党的关系在日本政治中孤立日共并在内部分裂它。然而他冤枉了中共。

### 决定性事件
1967年，东京都文京区发生善邻学生会馆事件，造成在日华侨和日本人的流血冲突。日中友好协会正统总部和中国国际广播电台、人民日报称其为日本共产党加强反华活动的有计划有系统的暴力行为。遭到日共和日本共产党控制下的日中友好协会反驳，日共认为是中国学生和盲从他们的日本不法分子闯入了日中友好协会秘书处，并非法拘禁秘书处工作人员。日方声称该事件是中共极左翼有计划、有系统地干涉日本和破坏日本活动的一部分。
同年8月，发生北京机场事件，两名试图离开北京的日共党员遭到红卫兵集体殴打。上述两事件导致了日共和中共彻底决裂。

### 决裂后对日共的批评
宫本在他的回忆录中写道，对于路线冲突，他会等待历史的验证，但即使是同属于共产党，国与国之间的国情也不同，意见冲突在所难免。继1965年中日青年友好交流会取得成功后，原定于1966年举行的第二次中日青年友好交流会，日本共产党不仅不参加，而且还阻挠日共下属团体参加。佐藤内阁决定利用这一内部冲突，不签发护照。
1966年11月至12月，在中日贸易相关组织的主持下，中国经济贸易展览会在北九州市和名古屋市举行。日共中央决定不参加展览，相关团体的党员也决定不扩大展览规模，还进行了其他阻挠活动，例如会场禁售禁展毛泽东选集等中文书籍。日共的行为彻底贯彻在中日友好运动中。这是因为日中友好运动不是任何特定政党的财产，而是日本各界人士的群众运动。有人批评将党的政策置于中日建交等议题之上，质疑日共当时的态度不利于中日复交的政治问题。

## 决裂期间
面对来自中共的批评、党内各种派系的分化，宫本只好与中共断绝关系。然而当时日共把中国和苏联都当作敌人，因此几乎完全孤立在国际共产主义运动之外。此外，日共认为国际共产主义运动本身实际上已经被苏共、中共、捷共等团体摧毁。:95
1968年，苏共得知中日共产党决裂，以米哈伊尔·安德烈耶维奇·苏斯洛夫为首的苏共代表团前往位于东京代代木的日共总部。日苏两党发表了联合公报，但走自主独立路线后，日共采取与苏联保持距离的立场，同年苏联入侵捷克斯洛伐克时，日共认为苏共违背了兄弟党之间不能插手内部问题的原则。因此，苏共与日共关系的恢复期很快就结束了。 :95这一次，因为与日共进行激烈斗争的是中共和苏共，反共主義政党民主社会党比起其他右派也受到了讽刺的评价。:10
中日共产党决裂期间，由于文化大革命在中苏边界冲突中的南北军事紧张局势，加剧了美国对越南的军事干预。董必武作为建国以来一直保持权力的少数中共成员之一，与有留日经历的国务院总理周恩来，继续获得毛泽东在行政管理方面的深深信赖。而出生于东京，在日本度过童年的中日友好协会会长廖承志同样是批评了日共，但在文革中却将他斥为亲日派并被打倒。直至1972年尼克松访华以及同年10月自日本访华的自民党籍首相田中角荣发表中日联合声明宣布实现日中邦交正常化，担任翻译的廖承志才恢复了职务。
1976年，周恩来、毛泽东等原中共领导人逝世，文化大革命结束，毛泽东接班人华国锋没有掌权，邓小平过渡到了最高权力核心并开始进行改革开放，中日两共产党的对峙仍在继续，甚至在日本访华代表团，中方也拒绝日共成员来访。然而，尽管日共党内存在强烈抵制中日邦交正常化的派系，但与自民党不同，自民党在中日建交之后也与中华民国保持着深厚的关系。由于蔣中正逝世前在岛内主张反共主義并在离世后继续执行着戒严，这段时间日共不太可能与台湾保持友好关系。最终，日共未能在海峡两岸事务上施加实质性影响，只能在严厉批评中共的同时，继续支持国民党关于一个中国的理解和旨在三民主义统一中国理论。
1978年，日本首相福田赳夫在批准中日和平友好條約的例行国会中，参议院议员立木洋批评中国"十多年来，中方一直试图对日本人民的运动强加一条武装斗争路线……是霸权主义的表现。"日共作为同样反对中国霸权主义的意见而赞成这些批评。
1979年，中越战争开始，与越共一直保持友好关系的日共发表声明呼吁中国应立即停止入侵越南，批评中国的军事行动与社会主义事业完全无关。同年3月，发生了日共机关报赤旗報驻河内特派记者高野功在报道战争时被解放军枪杀的事件。 赤旗报总编辑韭泽忠雄表示，“我们对追求正义和真相的高野记者之死深表哀悼，并再次强烈谴责中国入侵越南。
1989年，日共批评六四事件从社会主义事业的大局来看都是国际上绝对不能沉默的暴行，表达了对这种无耻暴行的强烈谴责。

## 关系修复期
邓小平逝世后，中共体制开始转向江泽民体制时，朝日新聞刊登了中共内部对违反不干涉内政原则进行反省的信息，这对恢复与日共的关系是一个非正式信号。1997年，日本共产党领导人更替，日共内部长期与中国对立的宫本显治出任名誉主席，不再掌握党内实务，而不破哲三确立了党的领导地位，与两党关系恶化时期相关的领导人全部更换后，中日两共党关系开始走向恢复。 
1998年6月在北京举行的中日两党会谈中，中共和日共达成了恢复关系的协议。中（共）方受1960年代国际环境和文化大革命的影响，在两党关系中，党际四项原则特别是对采取不符合互不干涉内政问题的原则的措施进行了认真总结和纠正。日（共）方积极评价中方的真诚态度。同时中国共产党明确表示与日本的反日共团体没有关系。
关系恢复后，双方恢复了理论交流。1976年以来，日本共产党将指导思想的表述从马列主义改为科学社会主义 ，但其含义与中国共产党所倡导的“马克思主义”相同。但在与中国共产党的理论交流中不排除将其作为一个术语，以便产生共同语言。
2004年，由日本共产党主席不破哲三领导的日本共产党章程的修订中，由于与中国共产党关系改善的影响出现了
脱离了资本主义的几个国家在政治经济问题悬而未决的情况下，通过以社会主义市场经济向社会主义过渡的新尝试，作为人口超过13亿的广大地区，将成为21世纪世界史的重要潮流之一。
正面评价了中国共产党所称的社会主义市场经济。另一方面也表示，“政治和经济问题悬而未决”的附带条件并不能肯定中国正在发生的一切。 日共委员长志位和夫明确表示由他增加了这段内容，因为即使在关系正常化的阶段，中国的民主和人权问题也不容忽视。
志位和夫认为，日本共产党对中共作出社会主义的新尝试的评价的判断标准是，领导势力对社会主义事业是否认真、诚实，他一直采取以对外关系来评价态度。如果领导势力对社会主义事业有认真诚实，就能克服各种困难，向前迈进。如果没有这个态度，就没有了前进的保障 。按照这个标准，恢复关系时的中共领导层承认了干涉日共的错误，并采取了通过电视和报纸向公众通报的措施，所以日共判断这表达了对社会主义事业的认真诚实 。
志位和夫一再表示，他对中国的未来不乐观，基于这一立场，日本共产党采取了“在遵守不干涉内政的原则的同时，对于具有国际性质的问题，会在各个时期传达我们党的见解”的方针。日共在釣魚臺列嶼主權問題、南海问题等领土问题上，以及在与国际人权保护协定背道而驰的强硬内政层面上，经常谈到强硬立场。日共在西藏问题，新疆问题，香港问题上都在报纸等媒体上批评过中国共产党。
日本共产党在2014年1月召开的第26次党代会决议中表示，中国的未来会有一些新尝试，但可能会有失败和试错，存在霸权再现的危险。如果犯了这么大的错误，甚至可能会果断地抛弃社会主义道路，日共希望“一个以社会主义为目标的国家”永远不要重蹈前苏联的覆辙。

## 关系再次恶化
近年来习近平领导的中共加速右傾，朝中国特色社会主义政党转型，經濟上越來越資本化，政府的權能也越來越集中，且對外民族主義態度趨強硬，並且對日重提抗戰歷史恩怨等因素，這與溫和的志位和夫领导的日共加速朝向世界左翼間流行的社会民主主义政党转型很不一樣，两党的分歧愈来愈大。

### 亚洲政党国际会议
在2016年9月在马来西亚吉隆坡举行的亚洲政党国际会议上，日共代表团提出修正案，将“呼吁迅速启动禁止核武器条约国际谈判”的声明写入大会的宣言，但遭到中共代表团的强烈反对。此后日共中央主席志位和夫宣称日共决定了必须果断地改变对中国的看法。志位和夫还表示他询问过中共代表，中共在亚洲政党国际会议上的言行是否得到了中共中央的授权，中共代表许诺答复但后来他并没有收到答复。所以日共认为中共代表团在吉隆坡采取的霸权言行，必须视为代表中共中央本身的立场。

### 批评中国是新霸权
2017年1月，日本共产党第二十七次全国代表大会召開，此次會議談及中国武力改变东海和南海现状，並且日本共產黨对核武器问题的态度也发生了大转变。志位和夫又点名批评亚洲政党国际会议上中国的态度与中日双方确立的原则不符。就在党代会前夕，时任中国驻日本大使程永华要求与志位和夫会面，并在会面时要求删除“中国是新霸权”的描述，但志位和夫拒绝了，同时说明了作出这样描述的理由。。2019年，日共修改党章，删除将中国评价为“开始了新的社会主义探索的国家”的定性，不再承认中共是社会主义政党。2021年中共建党百年时，日共领导人志位和夫再次评论称“中国在东海和南海的霸权行为和在香港和新疆地区的侵犯人权行为，与社会主义无关，不配共产党的名义”，且并未在当天向中国共产党发祝贺信。

## 关于一国一党理论
直到1984年，日共一直坚持一国一先锋党的思想。按照这种思想，各国共产党都應以科学社会主义为基础推動社会改革，而不應受各党之间的关系和路线政策左右。因此，两国共产党组织唯一的共同目標就是要實現马克思主义。自1970年代以来，日本共产党對马克思列宁主义、无产阶级专政和先锋党等概念的解释與之前有所不同。在这样的背景下，可以说1966年日中共产党关系的断绝實際上與兩黨各自的理念衝突有一定的關係。截至2021年，日共也没有文件明确论证过日本共产党在理论上否定或修正了1984年提出的一国一先锋党理论。然而，目前日共积极宣传的议会民主的政纲与一国一先锋党的主张似乎互相矛盾。

## 延伸閱讀
- 野島剛. . www.twreporter.org. 2021-07-02  [2025-08-10] （中文（臺灣））.